# Tragedia de Kibón
La tragedia de Kibón, fue un hecho ocurrido el domingo 14 de noviembre de 1971 en el estacionamiento del parador Kibón, en el barrio Pocitos, Montevideo, Uruguay. Ese día, cerca de 20.000 personas fueron a la costa para asistir a un festival con motivo del 154° aniversario de la Armada Nacional del Uruguay, hecho donde un helicóptero Sikorksy H-34 se accidentó debido a una mala maniobra sobre la playa, matando a 8 personas e hiriendo a otras 40.
A causa de la estrepitosa caída del helicóptero, sus álabes decapitaron a algunos civiles mientras que a varios sobrevivientes les cercenó extremidades, ya sean brazos o piernas.

## Antecedentes
Los 2 helicópteros usados en el festival el día que ocurrió la tragedia habían sido importados de segunda mano desde los Estados Unidos por las Fuerzas Armadas uruguayas. Se trata de modelos que para ese entonces tenían cerca de 15 años de antigüedad que habían participado en las guerras de Corea y Vietnam. Desde 1969 la Armada estadounidense evaluaba o bien darlos de baja o darles una nueva vida en Arizona.
La compra total de estos helicópteros fue de US$ 320.164 y su mantenimiento, cada año y medio, rondaba los US$ 550.000, una gran suma de dinero si se tiene en cuenta tanto la época en la que se realizó la compra como la antigüedad de ambas naves.